# Michele Santucci
Michele Santucci (ur. 30 maja 1989 w Castiglion Fiorentino) – włoski pływak, srebrny medalista Mistrzostw Europy w sztafecie 4 × 100 m stylem dowolnym, mistrz Uniwersjady w tej samej sztafecie. Mistrz Europy juniorów i dwukrotny mistrz świata młodzieżowców. Uczestnik igrzysk olimpijskich w Pekinie, Londynie i Rio de Janeiro w sztafecie 4 × 100 m stylem dowolnym (2008 – 4. miejsce; 
 2012 – 7. miejsce; 2016 – 9. miejsce).